# Ravers Religion
Ravers Religion is een Nederlands muziekfestival/dance-evenement dat sinds 3 juni 1995 bestaat. Na meerdere edities, cd's, video's en een dvd geniet het landelijk bekendheid binnen de dance scene. 
Ravers Religon kenmerkt zich door de muziekstijlen early rave en oldschool. De laatste editie heeft plaatsgevonden op 2 oktober 2010 te Kardinge.

## Evenementen
- 3 juni 1995 - Ravers Religion
- 2 september 1995 - Ravers Religion · The Ultimate Experience
- 5 april 1996 - Ravers Religion · The Ultimate Hype
- 29 juni 1996 - Ravers Religion · The Fantasy
- 31 augustus 1996 - Ravers Religion · Total Confusion
- 31 mei 2008 - Ravers Religion · The Religion is Back
- 2 oktober 2010 - Ravers Religion

## Compilatiealbums
- 1996 - Ravers Religion · Hardcore Beats
- 1996 - Ravers Religion · The 2nd Chapter · Braindead
- 1996 - Ravers Religion · The Third Chapter
- 1997 - Ravers Religion · The Hardcore Fantasy